# Луканга (болото)
Луканга — крупное заболоченное место в Центральной провинции Замбии, состоящее из обширного болота и системы озёр. Площадь Луканги — около 2600 км², площадь водосбора болот — 19490 км². Глубина в зависимости от сезона меняется в пределах от 1,5 до более чем 6 м. Диаметр котловины — 52 км. Лежит на высоте около 1100 м над уровнем моря. Является пятым по величине водно-болотным угодьем страны. Относится к бассейну реки Кафуэ.
В Лукангу впадают реки Луканга и Муфукуши, обе с северо-востока. Сток осуществляется в Кафуэ.
Предполагалось, что котловина болота представляет собой ударный кратер, однако исследования горных пород следов ударного воздействия не выявило.

## Фауна
В болотах Луканга обитают редкие виды животных: ситатунга, личи, иероглифовый питон, серёжчатый журавль, водяной мангуст, ориби. Отмечено обитание 54 видов рыб, преобладают Tilapia rendalli и Tilapia sparmani. Общее число видов птиц — 316.

## Рыболовство
Является одним из наиболее важных мест рыболовства в стране. В 1990 году уловы достигали 2613 тонн.

## В культуре
Основные племена, населяющие окрестности Луканги, — лендже, бемба, тонга. Является одним из мест проведения традиционных церемоний по случаю окончания сбора урожая.